# Alexander Schallenberg
Alexander Georg Nicolas Christoph Wolfgang Tassilo Schallenberg (Berna, 20 de junho de 1969) é um político austríaco do partido democrata-cristão–conservador, Partido Popular Austríaco (ÖVP), que serviu como Chanceler da Áustria de outubro a dezembro de 2021. Atualmente ele serve como ministro das Relações Exteriores e também chanceler interino, na sequência da demissão de Karl Nehammer.

## Biografia
Schallenberg nasceu em 1969 em Berna, Suíça, onde seu pai havia sido embaixador austríaco. Como filho de um diplomata, foi criado na Índia, Espanha e França. De 1989 a 1994, estudou direito na Universidade de Viena e na Universidade de Paris II Panthéon-Assas. Após sua graduação, continuou seus estudos no Colégio da Europa até 1995.
Em 3 de junho de 2019, Schallenberg sucedeu Karin Kneissl como ministro das Relações Exteriores da Áustria. Ele manteve sua posição como parte do Segundo Governo Kurz, que foi empossado em 7 de janeiro de 2020.
Em 11 de outubro de 2021, foi nomeado pelo presidente Alexander van der Bellen como chanceler da Áustria, em substituição a Sebastian Kurz, envolvido em investigações de corrupção e suborno.